# マゼラン海峡

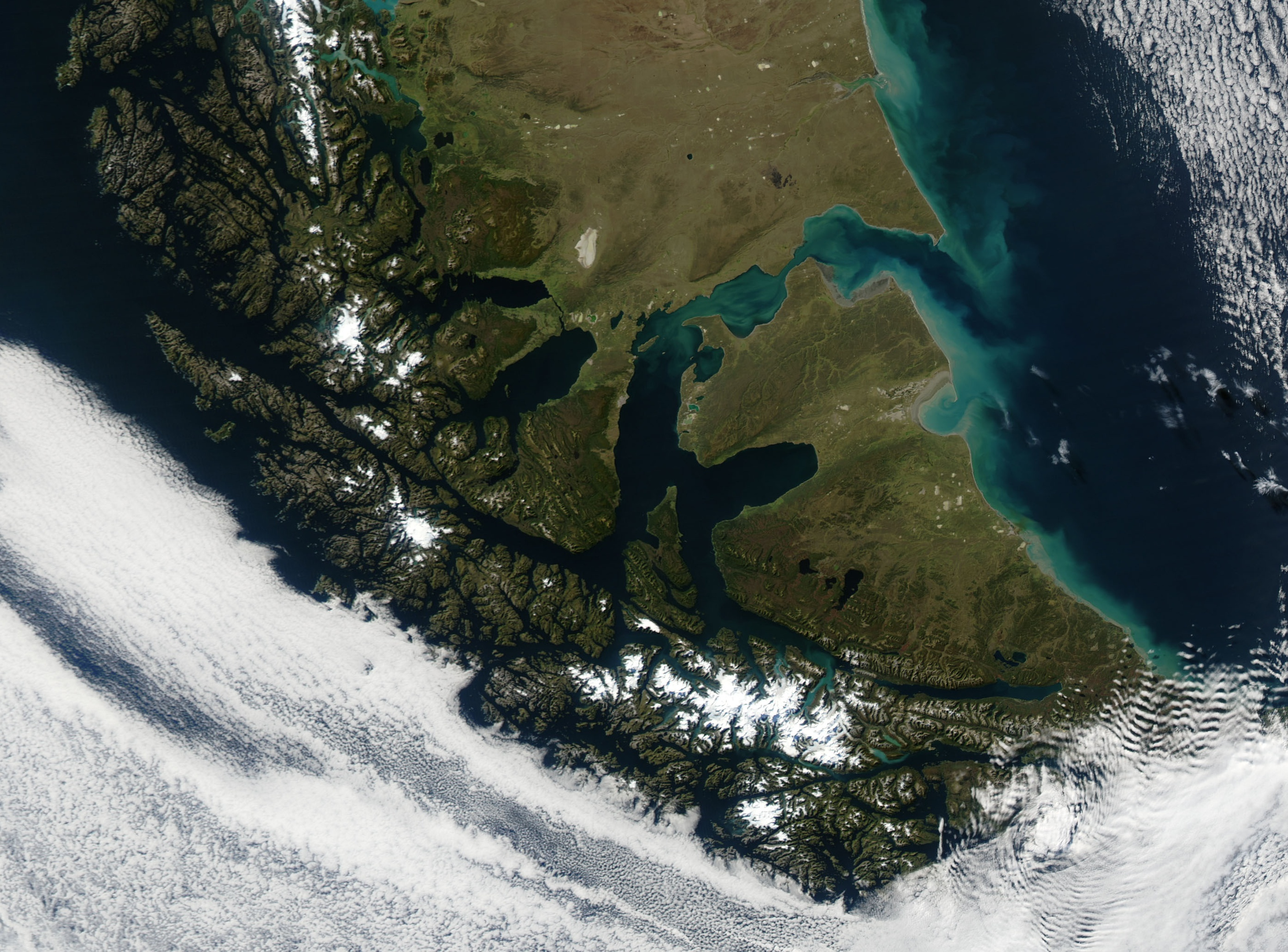
マゼラン海峡

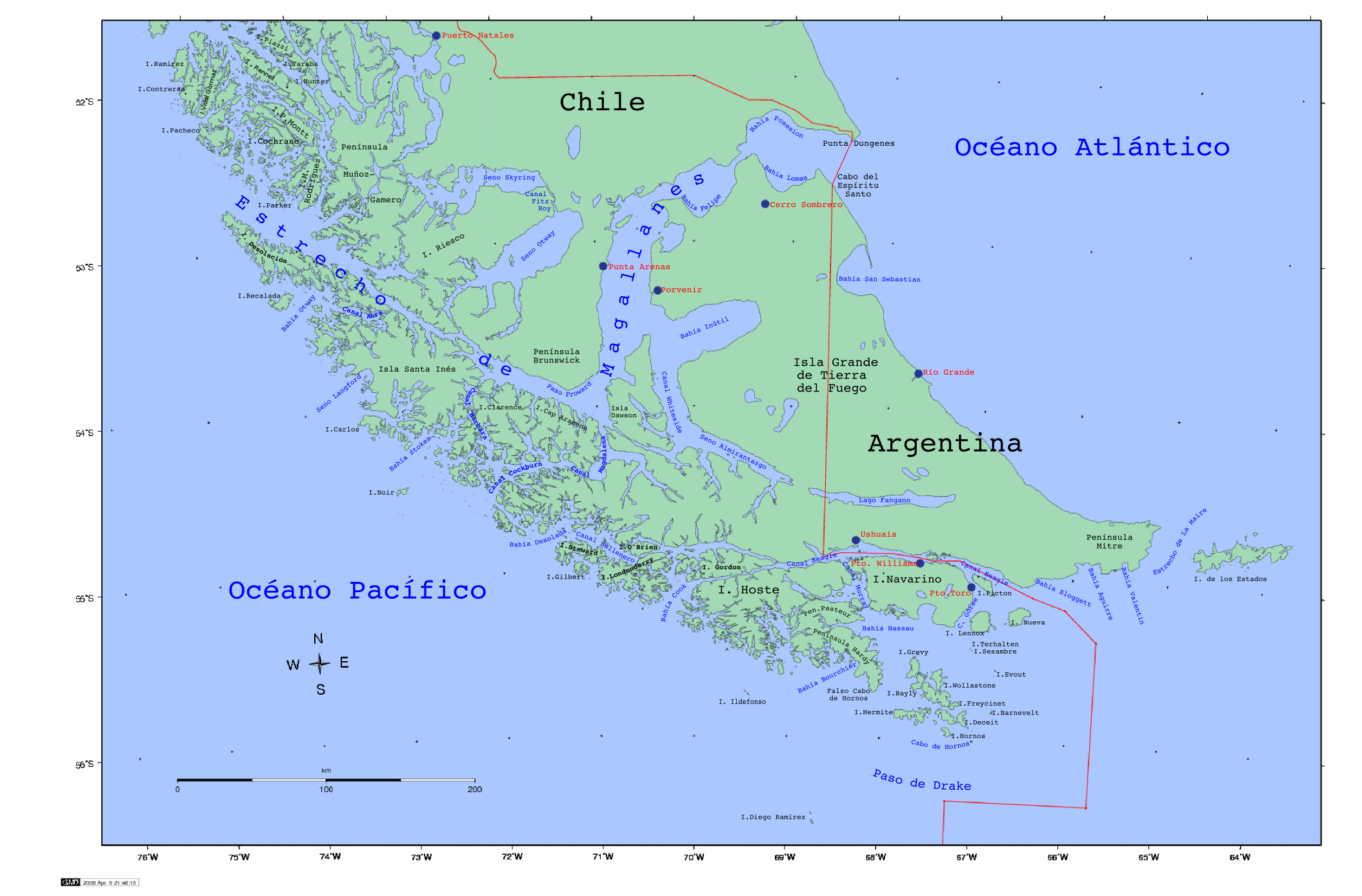
マゼラン海峡

マゼラン海峡／マガリャネス海峡（マゼランかいきょう、スペイン語: Estrecho de Magallanes〔エストレーチョ・デ・マガリャネス〕、ポルトガル語: Estreito de Magalhães〔エストレイト・デ・マガリャンイス〕）は、南アメリカ大陸南端とフエゴ島とを隔てる海峡である。
航行可能な天然のルートであり、パナマ運河が開通する以前は、ビーグル水道と並んで、太平洋と大西洋を横断するための主要な航路であった。
海峡の最狭部は約2kmと狭いうえ、予測不可能な風や海流がたびたび発生するため、航行の難所である。航行に際しては水先案内人を乗船させることが義務付けられている。

## 概要
1520年10～11月にかけて、フェルディナンド・マゼランがここを通過し、後に彼の名前を採って「マゼラン海峡」と呼ばれるようになった。全長550km、幅3～30km。
なお、日本語名の「マゼラン海峡」は、英語呼称 “Magellan”（マジェラン）を用いた英語名 “Strait of Magellan”（ストレイト・オヴ・マジェラン）に基づく慣用表記である。現地呼称に従って「マガリャネス海峡」と表記されることは皆無。
1881年に締結されたチリ・アルゼンチン間の国境画定条約において、マゼラン海峡は自由通行が可能な海域とされ、個別条約に基づく国際海峡と認識されている。
東側の入口南側にあるフエゴ島のロマス湾には塩性湿地と干潟が発達しており、コオバシギ、アメリカオグロシギ、コシジロウズラシギ、マゼランチドリ、チリーフラミンゴなどの多くのシギチドリ類の生息地である。付近の海岸にはFestuca pallescens、Festuca gracillimaなどの生えるパタゴニアのステップがあり、大型の座礁鯨もしばしば出現する。2004年にラムサール条約登録地となった。

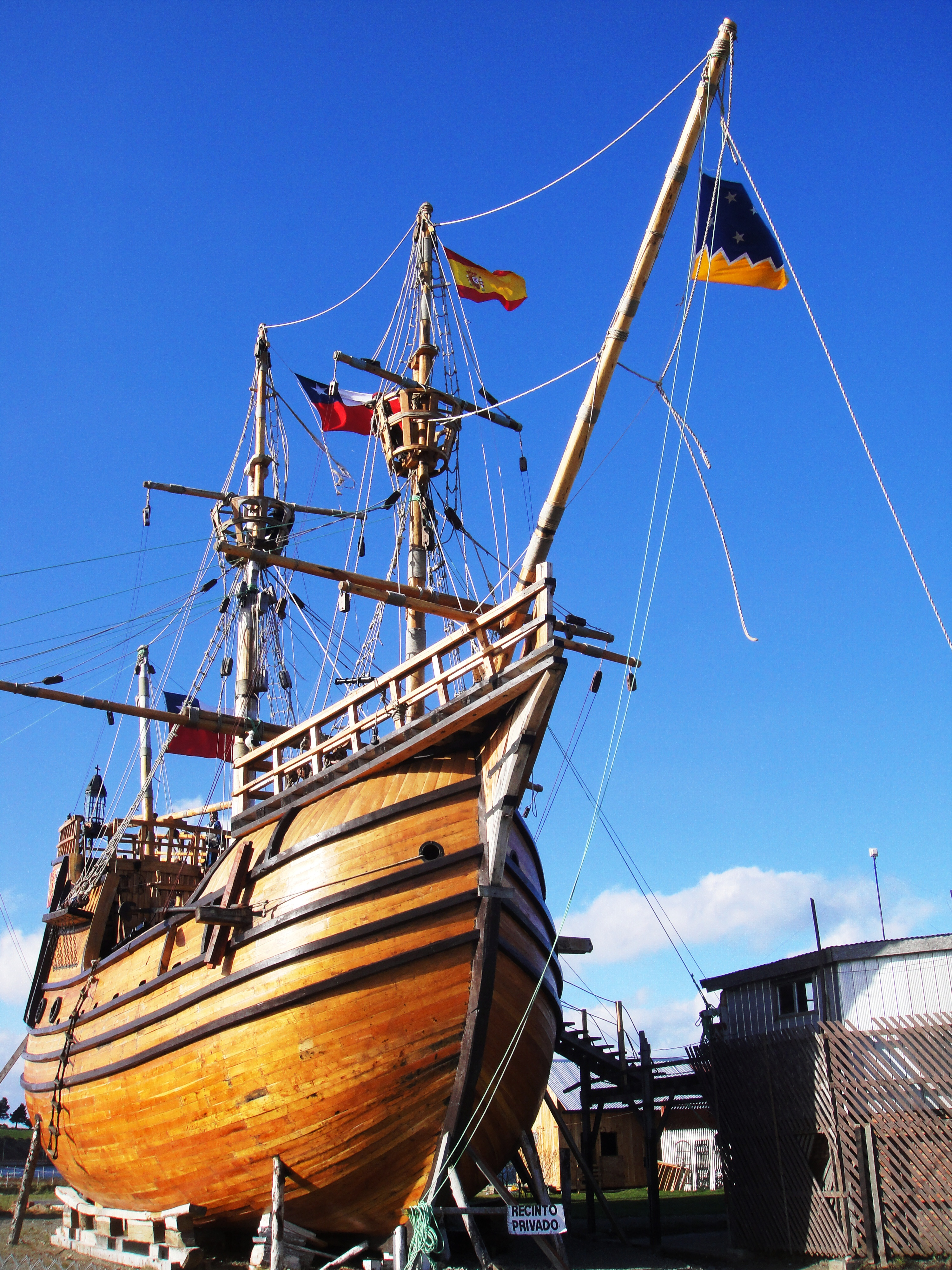
ビクトリア号
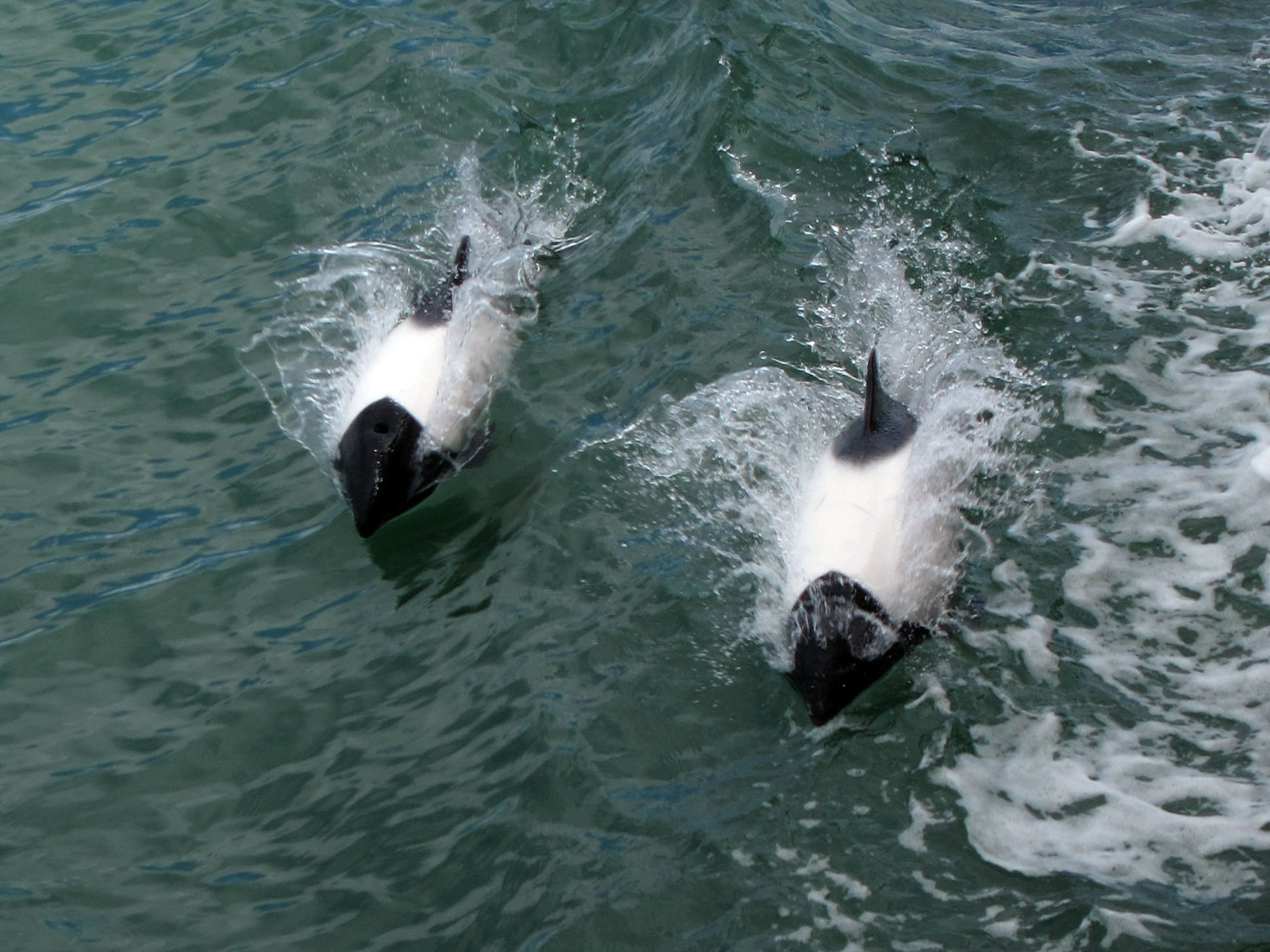
イロワケイルカ
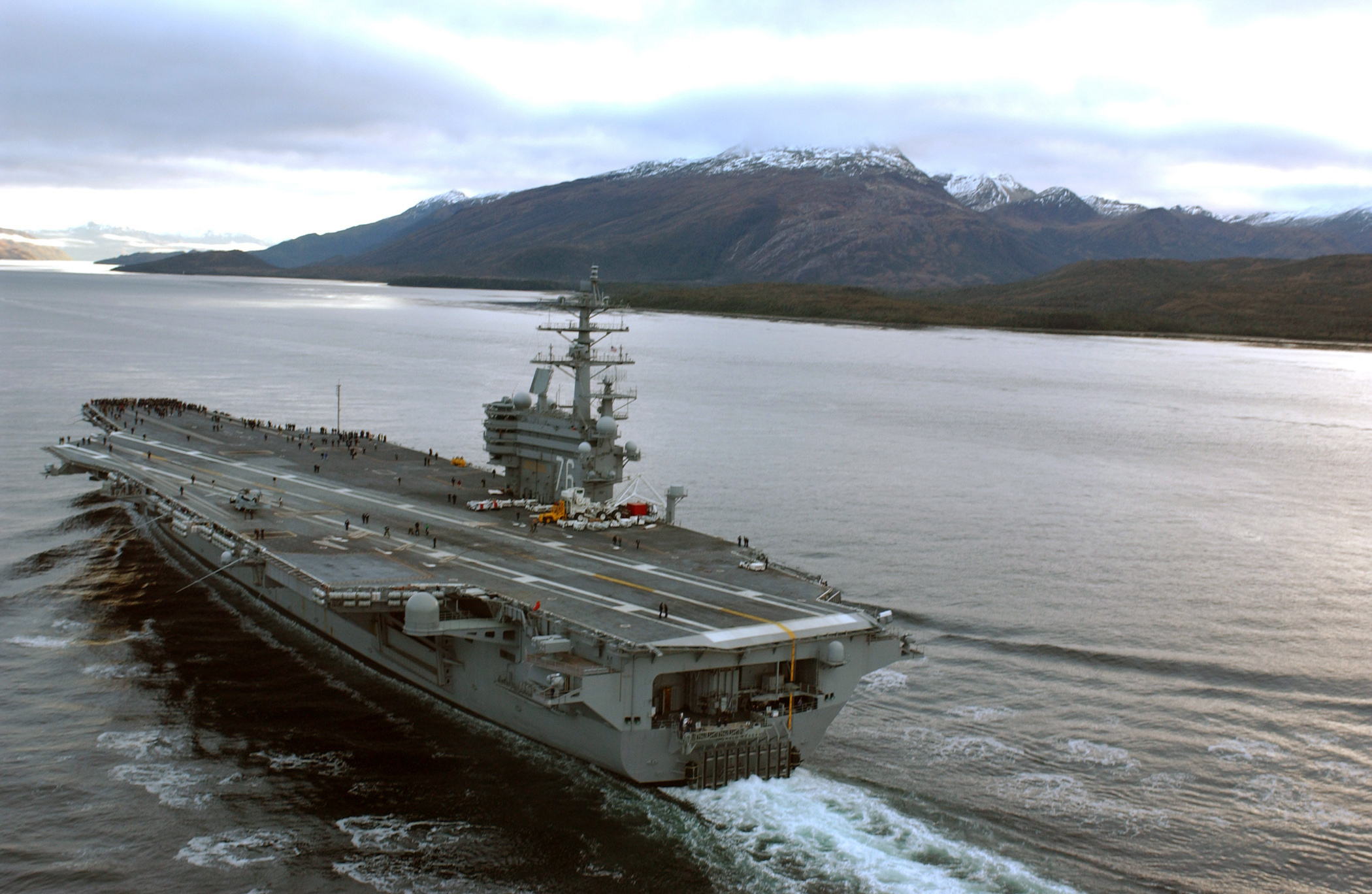
海峡を通過するアメリカ海軍の空母ロナルド・レーガン
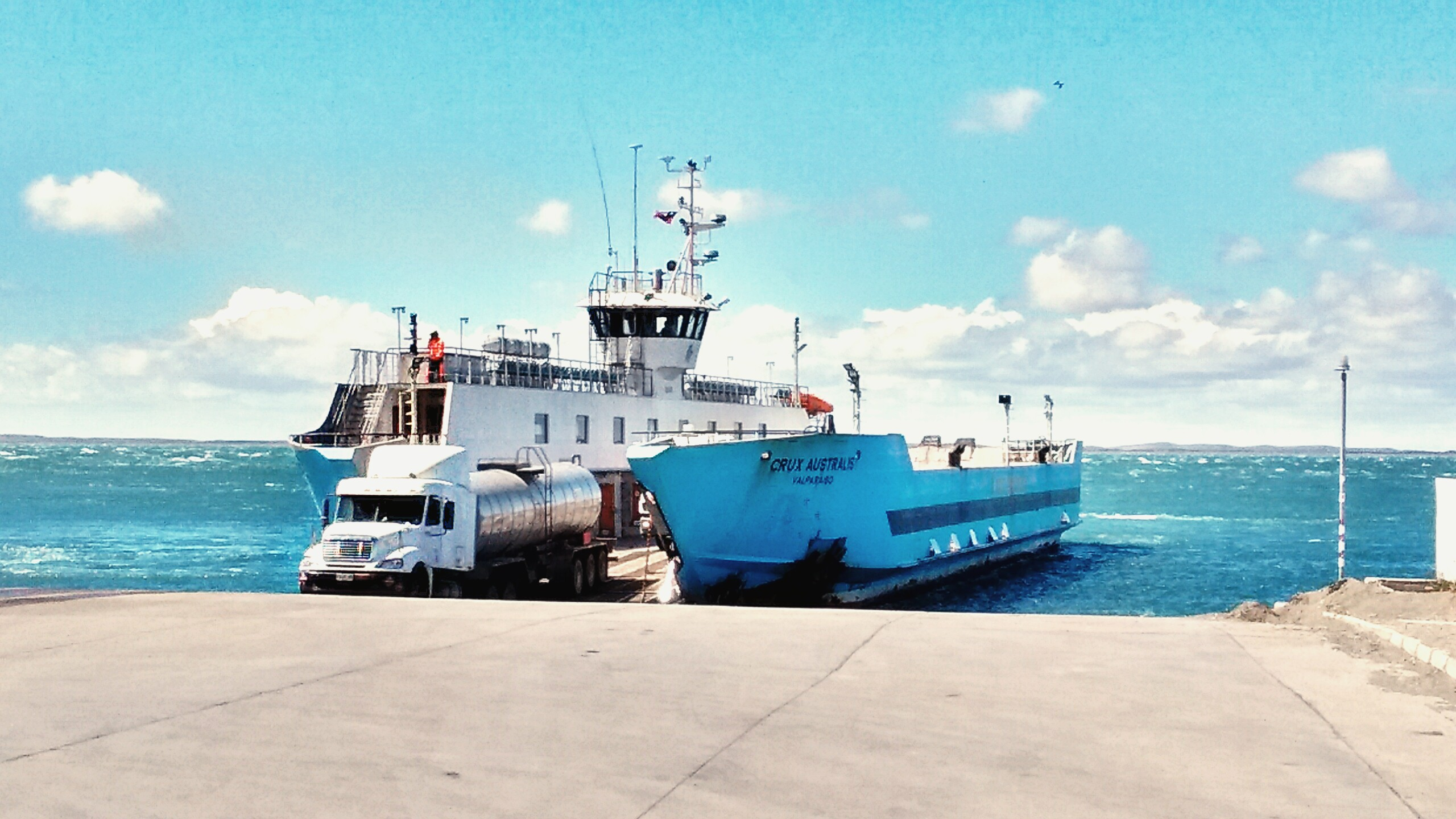
マゼラン海峡フェリー